# Perryville (Arkansas)
Pour les articles homonymes, voir Perryville.
La ville de Perryville est le siège du comté de Perry, dans l'Arkansas, aux États-Unis. Sa population était de 1 458 habitants en 2000.

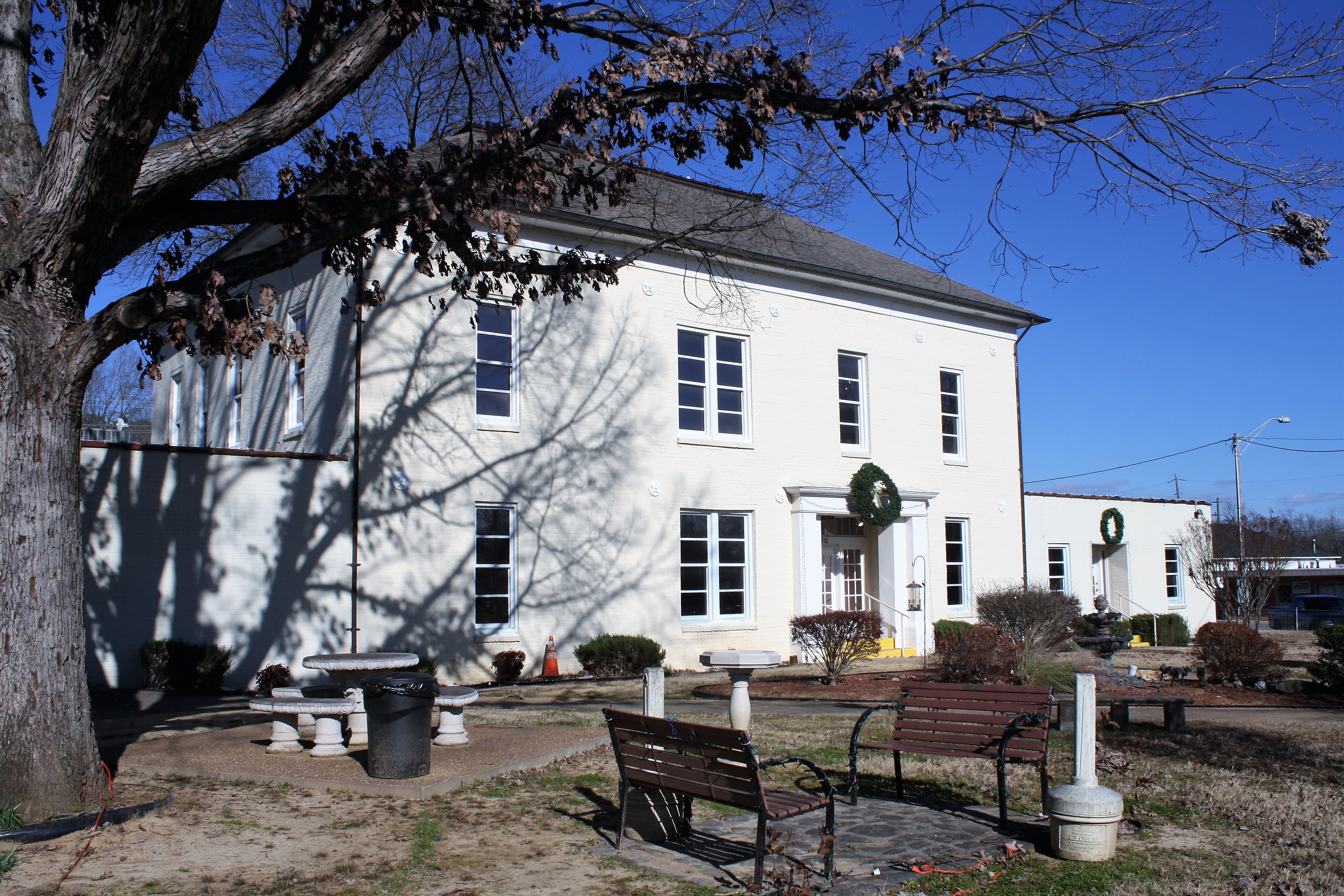
Le palais de justice du comté de Perry (Arkansas) au centre-ville de Perryville

## Démographie
| 1880 | 1890 | 1900 | 1910 | 1920 | 1930 | 1940 | 1950 |
| ---- | ---- | ---- | ---- | ---- | ---- | ---- | ---- |
| 256  | 310  | 300  | 355  | 665  | 341  | 577  | 674  |

| 1960 | 1970 | 1980  | 1990  | 2000  | 2010  | - | - |
| ---- | ---- | ----- | ----- | ----- | ----- | - | - |
| 719  | 815  | 1 058 | 1 141 | 1 458 | 1 460 | - | - |